# Wade Ormsby
Wade Ormsby, född 31 mars 1980 i Adelaide, är en australisk professionell golfspelare som spelar för Liv Golf. Han har tidigare spelat bland annat på PGA European Tour, Asian Tour och Challenge Tour.
Ormsby har vunnit en European-vinst och tre Asian-vinster. Hans bästa resultat i majortävlingar är en delad 40:e plats vid 2021 års US Open. Ormsbys bästa prestation vid Liv Golf Invitational Series 2022 har varit en delad 22:a plats vid Liv Golf Invitational London och där han kunde inkassera 172 000 amerikanska dollar i prispengar.
Han studerade vid University of Houston och spelade golf för deras idrottsförening Houston Cougars.